# St.-Johann-der-Täufer (Magdeburg)

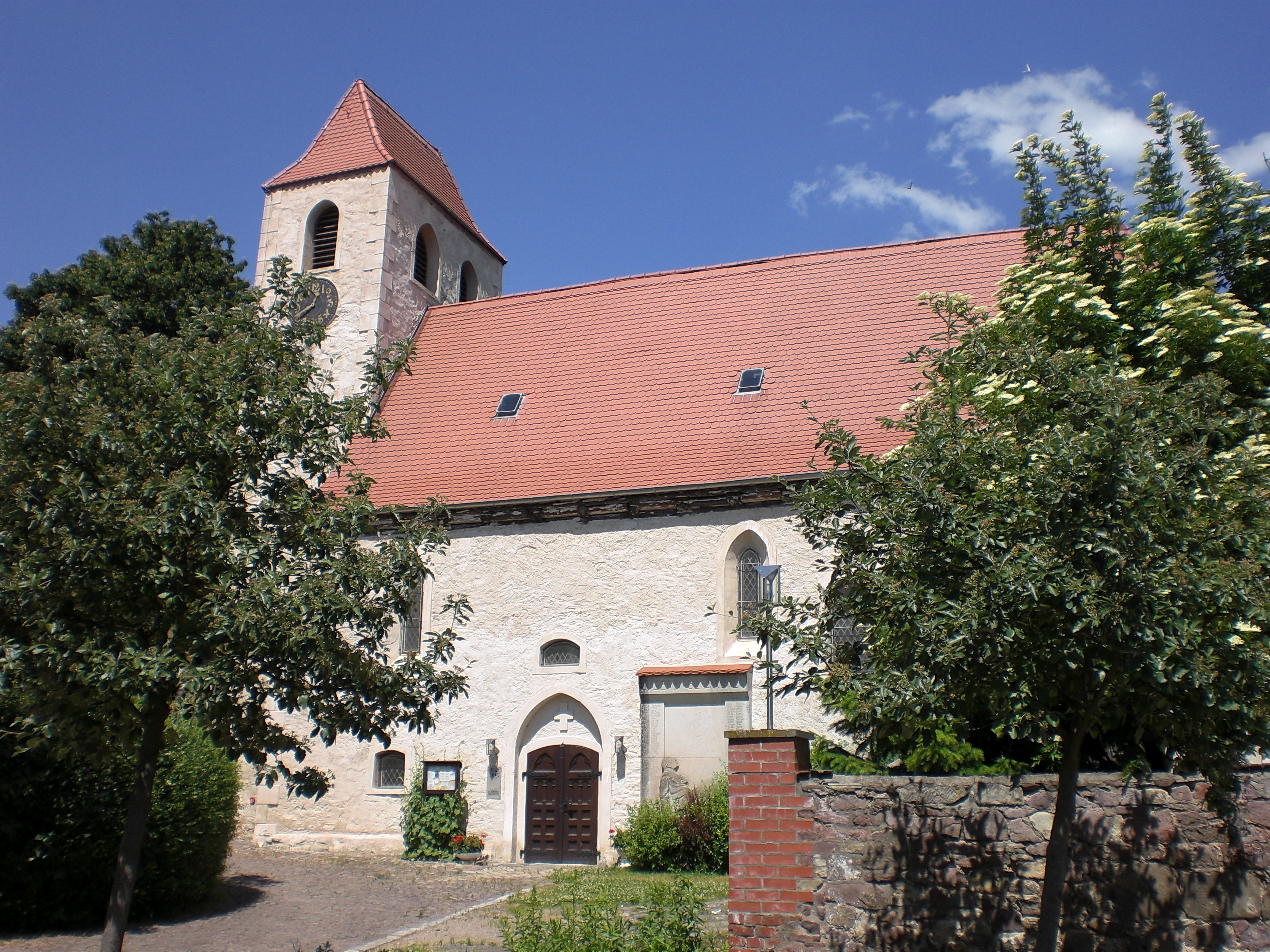
Sankt-Johann-der-Täufer-Kirche

St. Johann der Täufer ist eine evangelische Kirche im alten Kern des Magdeburger Stadtteils Klein Ottersleben, direkt gegenüber dem örtlichen Gutshof, der wohl auf eine mittelalterliche Vorgängeranlage zurückzuführen ist.

## Geschichte
Das genaue Gründungsjahr der Kirche ist heute unbekannt. Zwar wurde bereits durch die ältere Heimatforschung eine Grundsteinlegung im 10. oder 11. Jahrhundert angenommen, doch ist anhand des bestehenden Baukörpers eine Errichtung sicher nicht vor dem letzten Viertel des 12. Jahrhunderts anzunehmen.
Bei der Zerstörung Magdeburgs 1631 sollen nach zeitgenössischen Quellen vom Kirchenbau nur der Turm und die Außenmauern des Kirchenschiffes übrig geblieben sein. Bis zum Wiederaufbau nutzte man die Mauern als Schafstall. Ab 1783 findet eine Orgel Erwähnung, die die Wirren der folgenden Kriege überstand und heute als älteste noch bespielbare Orgel Magdeburgs gilt.

## Bauwerk
Die Kirche ist baulich gesehen ein Stilmix verschiedener Epochen. So lassen sich am Außenbau mit dem wuchtigen, gedrungenen Feldstein-Westturm mit rundbogigen Schallluken und Eckquaderung romanische, am Schiff früh- und spätgotische Elemente erkennen. Die schlichte Ausstattung ist weitgehend dem Barock sowie Erneuerungen im 19. und 20. Jahrhundert zuzurechnen.
Die benachbarten Schul- bzw. Pfarrhäuser aus dem 19. Jahrhundert, die zum Ensemble gehören, sind im Kern noch erhalten.